# Anthony Dod Mantle
Anthony Dod Mantle (Witney, 14 april 1955) is een Britse cameraman (director of photography). Hij wordt beschouwd als een pionier op het gebied van digitale filmtechnieken. In 2009 won hij een Oscar voor Slumdog Millionaire.

## Carrière
Anthony Dod Mantle werd in 1955 geboren in het Engelse Witney. Als twintiger reisde hij de wereld rond en belandde hij onder meer in India, waar hij zijn liefde voor fotografie ontdekte. Nadien keerde hij terug naar Engeland. In 1984 behaalde hij een diploma aan de London College of Printing. Een jaar later verhuisde Dod Mantle naar Denemarken, waar hij een van de vijf geselecteerden was voor een opleiding aan de Den Danske Filmskole, de nationale filmschool van Denemarken. Hij studeerde af in 1989 en werd niet veel later ook lid van de Dansk Fotografisk Forening (DFF).
Dod Mantle werkte in de jaren 1990 mee aan de Dogme 95-films Festen (1998) en Mifunes sidste sang (1999). De film Festen groeide uit tot een cultfilm en lanceerde de carrière van de Deense regisseur Thomas Vinterberg. In 1999 filmde Dod Mantle ook Julien Donkey-Boy, de eerste niet-Europese film die zich aan de regels van Dogme 95 hield.
Na de eeuwwisseling werkte hij voor het eerst samen met de Britse regisseur Danny Boyle. De twee filmden in 2001 de tv-films Vacuuming Completely Nude in Paradise en Strumpet. Een jaar later werd Dod Mantle ook de director of photography voor de horrorfilm 28 Days Later van Boyle.
In 2003 werd hij door Vinterberg ingeschakeld voor het camerawerk van diens Engelstalig debuut It's All About Love en werkte hij met regisseur Lars von Trier samen aan Dogville. Voor het camerawerk van 28 Days Later en Dogville won Dod Mantle in 2003 zijn eerste European Film Award. Von Trier en Dod Mantle werkten nadien nog samen aan Manderlay (2005) en Antichrist (2009).
In 2008 volgde een nieuw succes voor de Britse cameraman. Samen met regisseur Danny Boyle verfilmde hij de Indiase roman Q and A onder de titel Slumdog Millionaire. De film leverde hem begin 2009 een Academy Award en BAFTA op. In totaal won Slumdog Millionaire acht Oscars, waaronder die voor beste film. In de daaropvolgende jaren verzorgde hij ook het camerawerk voor 127 Hours (2010) en Trance (2013) van Boyle. In 2011 werd Dod Mantle lid van de American Society of Cinematographers (ASC).

## Prijzen en nominaties
Academy Award:
2009 – Slumdog Millionaire (gewonnen)
BAFTA Award:
2009 – Slumdog Millionaire (gewonnen)
2011 – 127 Hours (genomineerd)
European Film Award:
2003 – 28 Days Later / Dogville (gewonnen)
2005 – Manderlay (genomineerd)
2007 – The Last King of Scotland (genomineerd)
2009 – Slumdog Millionaire / Antichrist (gewonnen)

## Filmografie
| - Kaj's fødselsdag (1990) - Die Terroristen! (1992) - Menneskedyret (1995) - Operation Cobra (1995) - De største helte (1996) - Det store flip (1997) - Nonnebørn (1997) - Festen (1998) - Mifunes sidste sang (1999) - Bornholms stemme (1999) - Julien Donkey-Boy (1999) - 28 Days Later (2002) - It's All About Love (2003) - Dogville (2003) |  | - Millions (2004) - Dear Wendy (2005) - Manderlay (2005) - Brothers of the Head (2005) - The Last King of Scotland (2006) - Istedgade (2006) - Hjemve (2007) - En mand kommer hjem (2007) - My Black Little Heart (2008) - Sveitabrúðkaup (2008) - Slumdog Millionaire (2008) - Wallander (2008) (1 aflevering) - Antichrist (2009) - 127 Hours (2010) |  | - The Eagle (2011) - Dredd (2012) - Trance (2013) - Rush (2013) - In the Heart of the Sea (2015) - Our Kind of Traitor (2015) - Snowden (2016) - T2 Trainspotting (2017) - First They Killed My Father (2017) - Kursk (2018) - 28 Years Later (2025) |